# Jeanne Delanoue
Jeanne Delanoue, in religione Giovanna della Croce (Saumur, 18 giugno 1666 – Saumur, 17 agosto 1736), fu la fondatrice della congregazione delle suore di Sant'Anna della Provvidenza; è stata proclamata santa da papa Giovanni Paolo II nel 1982.
Giovanna era figlia di negozianti gestori di un magazzino di merceria, del quale lei assumerà la gestione alla morte della madre.

## Biografia
All'inizio Giovanna aveva fama di donna avara, che si guardava bene dal fare elemosine.
Durante la Pentecoste del 1693, quando Saumur conobbe una grande crisi che vide un quarto della popolazione vivere nell'indigenza, una certa Françoise Souchet le fece mutare totalmente vita. Venuta in pellegrinaggio a Notre-Dame-des-Ardilliers, ella invitò Giovanna a consacrare la propria vita ai poveri.
Nel periodo intorno alla festività del Corpus Domini del medesimo anno, Giovanna ebbe tre giorni di estasi. La Vergine Maria le rivelò ciò che il Signore le chiedeva per lei stessa e per i poveri.
In breve tempo ella divenne famosa nella città e gli indigenti non si accontentavano più di attendere una sua visita ma ri recavano direttamente a casa sua, ribattezzata La Providence, ove venivano accolti, nutriti ed alloggiati.
(Thérésa de Cherisey, Le Guide de l'Anjou, pag. 169)
Il 3 luglio del 1703 casa sua venne distrutta dallo smottamento di una collina.
La piccola comunità si trasferì allora nelle grotte tufacee delle vicinanze ed il 26 luglio del 1704 assunse il nome di Suore di Sant'Anna, serve dei poveri della casa della Provvidenza. Gli statuti della Congregazione vennero approvati dal vescovo di Angers il 28 settembre 1709.
Nel 1715 Giovanna fonda il primo ospizio nella città di Saumur. Alla sua morte avrà fondato undici comunità nelle attuali diocesi di Angers, dell'Indre, dell'Indre e Loira, del Morbihan e della Loira Atlantica.

## Sviluppo della Congregazione
Nel 1864 la sede della Congregazione si spostò a St-Hilaire-St-Florent. Il 2 dicembre del 1956 tre sorelle partirono per il Madagascar allo scopo di fondarvi una missione. Il 3 dicembre 1964 la Congregazione cambiò nome in omaggio alla fondatrice, divenendo Congregazione delle Ancelle dei Poveri di Jeanne Delanoue. Qualche anno dopo un'altra congregazione di Nantes, parimenti fondata da Giovanna, si unì alla prima. In seguito, il 12 settembre del 1979, la congregazione continuò ad espandersi inviando per la prima volta comunità di suore francesi e malgasce in Indonesia e nell'isola di Sumatra.

## Canonizzazione
Il 5 novembre 1947, Jeanne Delanoue fu beatificata da Papa Pio XII ed il 31 ottobre 1982 canonizzata da Papa Giovanni Paolo II.